# Varpasaari (ö i Södra Karelen, Imatra, lat 61,19, long 28,78)
Varpasaari är en ö i Finland.   Den ligger i kommunen Imatra i den ekonomiska regionen  Imatra ekonomiska region  och landskapet Södra Karelen, i den södra delen av landet, 230 km nordost om huvudstaden Helsingfors.